# Deeps
deeps（ディープス、正式表記はsの下部に二重線=）は、1990年代後期に活動したガールズグループである。1999年にdps（ディープス）へ改名した。

## 概要
eggの人気読者モデルだったCHIKAを中心に、AKI、HIROの3人で結成されたグループ。ケイダッシュ傘下の芸能事務所スタッツに所属していた縁で、SPEEDのプロデューサー伊秩弘将が楽曲プロデュースを担当した。deepsを逆さにするとspeedであることから「お姉さん版speed」と呼ばれた,
deepsというグループ名には、「同世代のTeenagerより『deep』に生きている女の子」、「一言では言い表せない。女子中・高校生の『deep』な日常を歌う3人の仲間」、「3人に興味を持ってくれた人たち（リスナー）と、ずっと『deep』に付き合っていきたい」という伊秩の思いが込められている。いわゆる「渋谷のコギャル」的イメージを全面に打ち出して売り出された。歌詞にも「むかつく」「キレる」「ラブホ」といった、女子高生の話し言葉（俗語）が含まれていた。ただし、メンバーのうちAKIは当時は短大生、HIRO、CHIKAはCDデビュー前に高校を中退していることを明かしており、活動中に女子高生だったメンバーはERIのみである。
deepsをスタートするにあたって伊秩は「deepsは音楽活動をやるけれどプロの歌手ではない。普通の女の子が歌うから意味がある」とし、一切ボイストレーニングも行わずに伊秩が関わっている間はこの「素人路線」を堅持した。歌う際の振付も敢えて本格的なものではなく、パラパラ系の手軽に誰でも真似の出来るものをアレンジした。当初は予定曲数をリリースして解散することが決められていた「期間限定ユニット」であったために、レーベルと所属事務所から活動の継続を打診された際に「僕のdeepsは終わっていますので」と身を引き、路線が変わるためにdpsと改名してリニューアルデビューとなった。

## 来歴
1997年
eggの人気読者モデルだったCHIKAを中心に、AKI、HIROの3人で結成され、シングル「Love is Real」でデビュー。
1998年
HIROが脱退し、ERIが加入。2NDシングル「ハピネス」を発売。10万枚にせまるヒットを記録した。その後も3か月に1枚のペースでシングルを発売する。
7月、1stアルバム『Lovely!』はオリコン週間ランキング最高7位。
1999年
7月、表記をdpsに改め、伊秩弘将のプロデュースを離れる。その後はユーロビートや80年代テイストなど新たな路線を模索するが、売り上げは下降。
2001年
1月に発売されたベストアルバムを最後に、パイオニアLDCとの契約が終了。レコード会社を移籍し、インディーズレーベルより両A面シングルを発表。所属事務所もDRIVE MUSICに移籍。
2002年
8月にファンクラブ業務が終了。メンバーが出演していたインターネット上の番組も終了し、事実上の解散となる。
2007年
12月、ファンクラブ解散をもって更新が停止し、オフィシャルウェブサイトが削除される。

## メンバー
AKI
松下亜希子、1978年10月13日 - 、千葉県出身、身長160cm
メンバー最年長だったため「リーダー」と呼ばれていた。
短大生の時にカラオケボックス内でスカウトされた。結成前に日本テレビの深夜番組『寝ドキ!!』に松岡あきこの芸名で単独出演。また、CHIKAと同じくeggの読者モデル出身。
解散後も、上記のインターネット放送局で単独で番組を担当したり、JFN系列の番組でパーソナリティーをつとめるなどした。宮内知美の担当するインターネット番組にたびたびゲスト出演し、のちにアシスタントを務めるようにもなった。
主な単独出演
- 生で行きましょう!（2002年 - 2003年、あっ!とおどろく放送局）
- 1stともみん（2005年 - 2006年、あっ!とおどろく放送局）
- L.A.V.（2004年7月 - 2005年3月、JFNC） - 木曜日担当
- good morning! That's wakeman show（2005年4月 - 2006年3月、JFNC） - 水曜日担当

CHIKA
岩沼千賀子、1979年11月25日 - 、東京都出身、身長155cm
中学生時代から高価なブランド品で身を固め渋谷に出没する「マゴギャル」（「コギャル」の中学生版をあらわす派生語）として雑誌メディアに取り上げられ、ギャル雑誌eggの人気読者モデルとなった。
deepsデビュー当初からイメージリーダー的な存在であったが、3rdシングル「LOVING YOU」からセンターポジションを外れ、楽曲の中でソロパートが一切無いことも増えていった。
解散後はタレントに転向、写真集『feminine』（2003年、ワニブックス）、『CHIKA』（2006年、日本スポーツ出版社）、DVD『deep』（2006年）など、露出度の高いグラビアを展開した。
主な単独出演
- 裏ドラ（2003年、テレビ埼玉）
- Do缶（2004年、メーテレ）

ERI
櫻井絵理、1980年5月9日 - 、東京都出身、北野高校中退、身長162cm
Cawaii!の読者モデル出身。2ndシングル「ハピネス」から加入し、次作「LOVING YOU」からメインボーカル的な存在になる。解散後は、Cawaii!の姉妹雑誌S Cawaii!のモデルとして活動した後、渋谷109「Barak」のプレス兼デザイナーとして活動。2006年、テレビ朝日『快感MAP』に出演。伊秩プロデュースだった歌手の八反安未果と仲が良かった。

### 旧メンバー
HIRO
椛島廣恵、1978年8月6日 - 、福岡県出身、身長166cm
deeps結成以前からスタッツに所属してタレント活動をしていた。1stシングルに参加したのみですぐに脱退。その後、椛島廣恵名義でテレビドラマ『せつない』（1998年、テレビ朝日）などに出演。1999年には「ミス・アメリカンチェリー'99」に選ばれている。

## 作品

### シングル
1. Love is Real (1997/11/26) 作詞・作曲：伊秩弘将、編曲：水島康貴
エステティックTBC クリスマス CMソング
2. ハピネス (1998/2/4) 作詞・作曲：伊秩弘将、編曲：水島康貴
テレビ朝日系ドラマ『おそるべしっっ!!!音無可憐さん』主題歌
3. LOVING YOU (1998/5/27) 作詞・作曲：伊秩弘将、編曲：水島康貴
アステル東京 CMソング。
この曲からメインボーカル及びセンターポジションがCHIKAからERIに変わる。
4. Jealousy (1998/8/5) 作詞・作曲：伊秩弘将、編曲：水島康貴
1stアルバム『Lovely!』からのシングルカット。
カップリングにCMJKによるリミックス「August Moon Mix」を収録。
5. Maybe Love (1998/11/11) 作詞・作曲：伊秩弘将、編曲：水島康貴
テレビ朝日系バラエティ『雛かっぱー』エンディングテーマ。
6. Brand-New Heaven (1999/1/13) 作詞・作曲：伊秩弘将、水島康貴
テレビ朝日系ドラマ『可愛いだけじゃダメかしら?』主題歌。PVに主演の榎本加奈子、山口紗弥加が友情出演している。
7. パ★ラ★ダ★イ★ス★ (1999/4/21) 作詞・作曲：伊秩弘将、編曲、水島康貴
花王ロリエCMソング。
8. HEARTBREAK DIARY (1999/7/22) 作詞：HIMW、作曲：HIM、編曲：青木庸和
HIMの同名同曲のカバー。
ドリームキャスト対応の「MIL-CD」。
このシングル以降、アーティスト表記が"dps"に。
9. BODY SYNDICATE (1999/10/27) 作詞：売野雅勇、作曲：石塚まみ、編曲：青木庸和
日本テレビ系バラエティ『所的蛇足講座』エンディングテーマ。
10. O! O! EXTA SI (Boom Boom Love) (2000/1/1) 作詞：BANANA ICE、作曲：D.M.F
カイリー・ミノーグらを手がけたSAWの一派であるプロデューサチームによる楽曲。
振付はパパイヤ鈴木で、PVにも出演している。
11. ヨクボウノカタチ (2000/6/21) 作詞：BANANA ICE、作曲・編曲：朝井泰生
フジテレビ系バラエティ『志村X』エンディングテーマ。
12. SHOT my FRUITS (2000/8/30) 作詞：サエキけんぞう、作曲：石塚まみ、編曲：朝井康生
13. Bloom'n Blue/MOTTO××× (2001/7/27) 作詞：dps、作曲・編曲：川村ケン
両A面シングル。

### 映像作品
- REAL (1999/3/3) - VHS
- deep kiss (2000/3/23)  - VHS
- DEEPS VISUAL DIARY (2000/9/27) - VHS、DVD版も同時発売

## 出演

### テレビ
- おそるべしっっ!!!音無可憐さん（1998年、テレビ朝日。最終話ゲスト出演）
- 可愛いだけじゃダメかしら?（1999年、テレビ朝日。第5話ゲスト出演）
- THE夜もヒッパレ（1999年、日本テレビ。6月のマンスリーゲスト）